# 李天祐
李天祐，元朝将领，修武（今河南省修武县）人。
李天祐以百户跟随蒙古击破金朝蔡州。蒙哥时，参与攻打钓鱼山有功，转任均州万户府都镇抚。元世祖至元年间，参与破襄阳，转战渡长江，率骁勇千人登战舰，横出江口。南宋列船以待，李天祐持长矛钩其船来进攻，斩获百余级。擢升为敦武校尉、总管荆南迤北站赤千户。至元五年（1268年），升任为武略将军、荆湖北道屯田总管。募百姓能种田之人，躬亲率领。开发水利，每年收成数倍。七十一岁去世。